# Volo All Nippon Airways 857
Il volo All Nippon Airways 857 era un volo di linea partito dall'aeroporto di Tokyo Haneda e diretto all'aeroporto di Hakodate dirottato da un singolo individuo il 21 giugno 1995. L'aereo fu abbordato dalla polizia la mattina successiva a seguito di una situazione di stallo durante la notte, in primo luogo in cui veniva usata la forza per rispondere al dirottamento di un aereo in Giappone (fino a quel momento il governo aveva sempre acconsentito alle richieste dei dirottatori), guidato dalla polizia della prefettura di Hokkaido con il supporto della squadra d'assalto speciale del dipartimento della polizia metropolitana di Tokyo (allora nota come polizia armata speciale).

## Il dirottamento e la risposta
Intorno alle 11:45, un solo dirottatore prese il controllo del Boeing 747 mentre sorvolava la prefettura di Yamagata tenendo in ostaggio i 365 passeggeri e l'equipaggio.
Il dirottatore affermò di essere un membro della setta religiosa Aum Shinrikyo, allora sotto inchiesta per il suo ruolo negli attacchi col gas Sarin alla metropolitana di Tokyo. Il dirottatore dichiarò di essere in possesso di esplosivo al plastico e di gas sarin e si servì di queste affermazioni per minacciare l'equipaggio. A quel tempo, le forze dell'ordine giapponesi e il pubblico erano preoccupati che il dirottamento potesse essere parte di un piano per condurre attacchi terroristici al fine di garantire che le visioni post-apocalittiche del Giappone di Shoko Asahara, leader dell'Aum Shinrikyo, si sarebbero avverate.
Dopo che l'aereo atterrò ad Hakodate alle 12:42, il dirottatore chiese il rilascio di Asahara e che l'aereo fosse rifornito di carburante e riportato a Tokyo. Parlò solo attraverso l'equipaggio di cabina e non permise di portare cibo o bevande al jumbo jet.
A Tokyo venne istituita una task force composta dal Segretario Capo del Gabinetto Kozo Igarashi, dal ministro dei trasporti giapponesi Shizuka Kamei e dal presidente della Commissione di Pubblica Sicurezza Hiromu Nonaka, per supervisionare l'incidente.
Quando la situazione di stallo si protrasse fino a sera, la polizia metropolitana di Tokyo condusse una ricerca in background a livello nazionale di ogni passeggero del volo e concluse che il dirottatore era l'unico individuo sospetto a bordo. Questa conclusione era supportata dalla comunicazione del pilota e dei passeggeri con telefoni cellulari, che dissero alla polizia che il dirottatore agiva da solo. Uno dei passeggeri in contatto con la polizia era la cantante folk Tokiko Kato, in viaggio per un concerto programmato ad Hakodate. Le forze di autodifesa giapponesi sono state così poste in massima allerta durante l'incidente.
Il giorno successivo, alle 3:42, sotto la direzione del primo ministro Tomiichi Murayama, l'aereo fu preso d'assalto dalle unità di polizia di Hokkaido e Tokyo, che in precedenza avevano monitorato l'aereo dall'esterno, portando all'arresto del dirottatore. Un passeggero rimase leggermente ferito, richiedendo un impacco col ghiaccio, ma per il resto gli occupanti risultarono illesi.
Alcuni degli ufficiali della polizia della prefettura di Hokkaido si erano travestiti da impiegati dell'aeroporto quando effettuarono l'arresto.
Il dirottatore si scusò per le sue azioni e disse che doveva farlo quando lo arrestarono.

### Conseguenze
Il dirottatore inizialmente usava il nome "Saburo Kobayashi", ma si scoprì che si chiamava Fumio Kutsumi, un impiegato bancario di Tokyo di 53 anni della Toyo Trust & Banking, in congedo per un disturbo mentale. Si è scoperto che gli "esplosivi al plastico" in suo possesso erano fatti di argilla e il suo sacchetto di plastica di "sarin" conteneva della semplice acqua. Il dirottatore è stato infine condannato nel marzo 1997 ad 8 anni di reclusione e condannato a pagare 53 milioni di yen di danni civili ad All Nippon Airways. In appello, l'Alta Corte di Sapporo allungò la pena a 10 anni.
L'aereo dirottato è rimasto in funzione con ANA fino al luglio 2003, quando lo sostituì con un Boeing 747-400D, finché la compagnia aerea non ritirò i 747 ancora nella sua flotta nel 2014. ANA opera ancora con il volo numero 857, ma attualmente opera ad Hanoi da Haneda, utilizzando un Boeing 787 o un Boeing 777.
Entro un anno dall'incidente, la Polizia armata speciale, che allora era un'unità non ufficiale della polizia di Tokyo, fu promossa allo stato ufficiale di Squadra d'assalto speciale, e vennero istituite altre squadre simili ad Hokkaido e in altre prefetture.
Il governo venne criticato riguardo all'incidente per non aver sciolto più rapidamente gli Aum in seguito agli attacchi alla metropolitana di Tokyo, sulla base del fatto che ciò avrebbe potuto prevenire il dirottamento.

## Copertura mediatica
L'incidente generò una grande copertura mediatica in diretta in Giappone mentre era ancora in corso. Nippon TV trasmise il servizio in diretta dopo la fine di una partita di baseball programmata, mentre TV Asahi anticipò l'intervallo di una partita di calcio in diretta della J-League per comunicare le ultime notizie sul dirottamento.
NHK spedì una videocamera di nuova concezione da Tokyo ad Hakodate per registrare riprese più chiare dell'incidente e filmati dal vivo dell'atterraggio dell'aereo ad Hakodate da una telecamera robotica posizionata all'aeroporto. Si diceva che questa fosse la prima copertura in diretta dell'atterraggio di un aereo dirottato.
Diversi importanti giornali pubblicarono un'edizione extra la mattina dell'arresto del dirottatore, poiché era avvenuto poco dopo la scadenza delle loro consuete edizioni mattutine.

## Coinvolgimento di JASDF in risposta
Gli F-15 furono inviati dalla base di Chitose della forza di autodifesa aerea giapponese per scortare l'aereo dirottato ad Hakodate. Le forze SAP vennero trasportate da Haneda al sito dall'aereo da trasporto JASDF Kawasaki C-1 con base presso la base aerea di Iruma.